# Edosa xystidophora
Edosa xystidophora är en fjärilsart som beskrevs av Edward Meyrick 1893. Edosa xystidophora ingår i släktet Edosa och familjen äkta malar. Inga underarter finns listade i Catalogue of Life.